# Nous sommes tous des assassins
Nous sommes tous des assassins és una pel·lícula francesa de coproducció franco-italiana dirigida el 1952 per André Cayatte, basant-se en una narració de Jean Amila. Va obtenir el Premi Especial del Jurat al 5è Festival Internacional de Cinema de Canes, i també fou exhibida a la 1a Setmana Internacional del Cinema de Sant Sebastià.

## Argument
René Le Guen (Marcel Mouloudji) és un antic combatent de la resistència francesa format de jove com a assassí professional. Després de la Segona Guerra Mundial, no té capacitat per aplicar aquestes habilitats i és arrestat per assassinat. Jutjat i condemnat a mort, és tancat a la cel·la de la presó amb altres assassins condemnats a mort. Els homes que han de ser guillotinats són tret de nit, de manera que esperen amb por i només dormen després de l'alba. Mentre que l'advocat de Le Guen (Claude Laydu) intenta obtenir un perdó pel seu client, tres dels companys interns de Le Guen són executats, un per un, en el transcurs de la pel·lícula.
Cayatte va utilitzar les seves pel·lícules per revelar les desigualtats i injustícies del sistema francès i protestar contra la pena capital.

## Repartiment
- Marcel Mouloudji - René Le Guen
- Raymond Pellegrin - Gino Bollini
- Antoine Balpêtré - Dr. Albert Dutoit
- Julien Verdier - Bauchet
- Claude Laydu - Philippe Arnaud
- Georges Poujouly - Michel Le Guen
- Jacqueline Pierreux - Yvonne Le Guen
- Lucien Nat - L'avocat général
- Louis Arbessier - L'avocat du tribunal pour enfants
- René Blancard - Albert Pichon
- Léonce Corne - Le colonel instructeur
- Henri Crémieux - L'avocat de Bauchet
- Jean Daurand - Girard, l'homme dans la cabine téléphonique
- Yvonne de Bray - La chiffonnière
- Guy Decomble - Un inspecteur
- Liliane Maigné – Rachel